# Marguerite Chapuy
Marguerite Chopis, dite Marguerite Chapuy, née le 21 juillet 1852 à Bordeaux et morte le 23 septembre 1936 à Dijon, est une chanteuse et comédienne française. Elle a été une personnalité de la vie parisienne de la fin du XIXe et créatrice de nombreux rôles.

## Biographie
Marguerite Chopis, dite Marguerite Chapuy, est née le 21 juillet 1852 à Bordeaux,.
Fille d'un danseur de l'Opéra, élève de Régnier, elle se destine au Vaudeville. Elle se redirige ensuite vers le lyrique, élève de Mme Belloni puis de Arnoldi. Elle se réfugie à Bruxelles pendant la guerre de 1870 avant de se produire à Rennes.
En 1872 elle chante Suzanne dans les Noces de Figaro et le rôle-titre d'Haydée à l'Opéra-Comique, où elle créa les rôles de Philomène dans Le roi l'a dit de Delibes, de Micaëla dans Carmen de Bizet et de Baucis dans le Philémon et Baucis de Gounod en 1876. Elle est présentée au public londonien par Mapleson.
Épousant le capitaine Louis André – futur général et ministre – en 1876 à l'église Notre-Dame-de-Lorette de Paris, elle met fin à sa carrière.
Elle meurt le 23 septembre 1936 à Dijon,.